# 氹仔市政街市

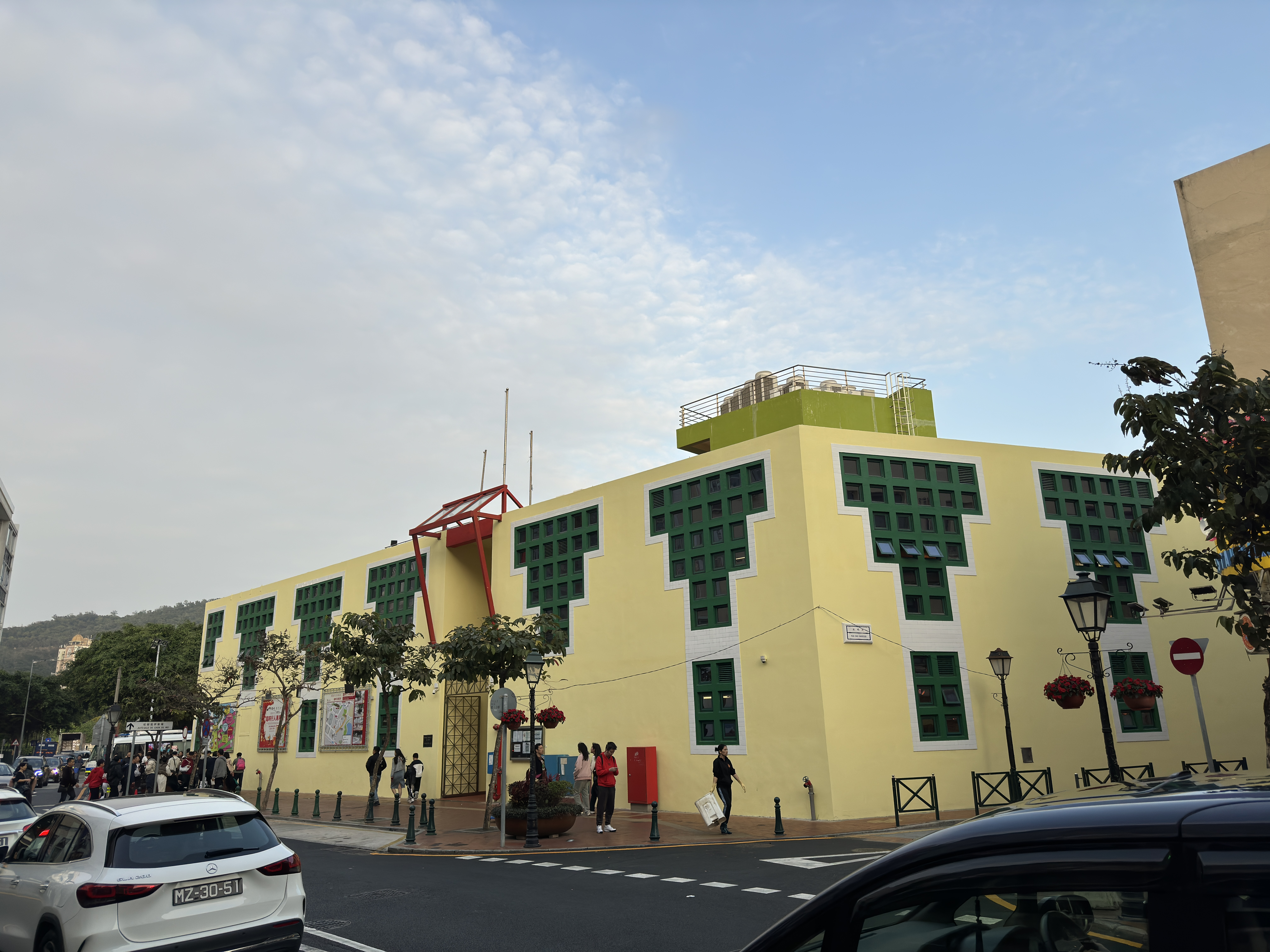
氹仔市政街市

氹仔市政街市（葡萄牙語：Mercado Municipal da Taipa）是目前澳門8座街市之一，位於澳門氹仔島地堡街，亦是氹仔島和澳門離島區唯一一座市政街市。現建築於1970年代建成；2018年7月展開擴建工程增設空調及多個無障礙設施等，相關工程於2020年8月完成。

## 歷史

### 嘉模墟時期
1885年至1886年，澳葡政府花費約90萬厘士興建氹仔街市，建築座落在於施督憲正街的末端，位處現時官也街和施督憲正街之交界處、即現時之嘉模墟位置，街市兩側築有兩個棚屋，內可設18個售賣檔位，而每一個檔位的面積皆超過9平方米。而街市的建成帶動了氹仔舊城區的經濟與城區發展，而嘉模墟所處在位置臨近海岸線，泥沙沉積，為漁獲、農產品集散地，使其成為附近居民的社交地點及作為氹仔舊城區的標誌。

### 現有街市時期
1970年代，隨著海島市及澳門市的建設發展，有關當局早已計劃在氹仔黑橋一帶發展新市區，屆時大量居民入住該區，則對氹仔菜市場造成很大的壓力。澳葡政府決定選址在地堡街和官也街的交界處興建一座全新的現代化市政街市，於1982年建成，規模中等，設備齊全，水電系統較完善。而原有的氹仔街市於1983年起改用作倉庫用途，2003年改建為開放式廣場空間，並正式命名為“嘉模墟”。

### 擴建及翻新工程
2010年代，由於現有街市只有約30個攤擋，規模細小並不能滿足當時氹仔的新發展。加之位置與氹仔新城區有距離，離島居民只能駕車前往，偏偏區內車位緊張，居民前往買餸的意慾大打折扣。舊區街市人流少，攤販不能薄利多銷，為追回成本，肉菜價格較澳門半島街市貴，又進一步削弱競爭力。惡性循環，舊區街市根本未能起到服務區內大部分居民的作用，猶如雞肋。
而當時民政總署計劃決定推擴建氹仔街市的優化方案，引起社會人士不滿。2014年5月的離島區社區服務諮詢委員會會議上，大多數委員均支持氹仔街市改為仿傚祐漢街市和水上街市般重建，而社會人士提出於原現時松樹尾社區中心興建街市被民署決定取消。離島社咨委委員表示，街市現時人流量日減，本已不多的攤檔因生意難以維持也紛紛退出，導致惡性循環。他們批評，民署規劃缺乏前瞻性，不為用家著想，漠視民意，相信若非特首早前落區，連這個優化擴建方案也不會有，因有關改善訴求十多年前已有。
2015年5月26日，民政總署代表介紹地堡街市政街市擴建而不重建的原因。擴建工程主要在中庭位置加設樓板，最終，可增加空調、無障礙設施、升降機，以及攤檔。民署表示，這方案可在較短時間回應居民的訴求。多名城市規劃委員會委員指重建可增加樓層和停車場，同時利用重建空間借給大廈小業主舉行會議，這空間的性質可讓警察進場維持秩序。但另一委員兼城市規劃師林翊捷則認為，若重建後擴大氹仔地堡街市政街市的規模，進一步增加氹仔舊區人流和車流，對該區的居民更加不好。因為，周邊道路較狹窄、較繁忙，已經難以擴大。而且，原址重建需要的相當長時間，另覓土地興建新的街市更為適合。而民政總署代表解決，重建的街市面積與現在的相若，原因之一是該區存在樓宇限高的規定。而且，距離街市約四十米的地方已設有現時的松樹尾社區中心，社區中心內已設有地下停車場。他也指出，擴建需時約兩年，若重建的話，則要重新規劃、設計、諮詢等，未能預計落成時間。
據原有的規劃條件圖草案中，擴建工程將街市的最大高度為11.2米，計劃興建三層高建築物。
2015年11月，民政總署表示擴建工程在中庭位置興建一幢2層建築，預計會增加三成空間、10個檔口。
2017年2月下旬，民政總署正式公佈擴建工程的詳細方案，用街市內的中庭位置增建一棟樓高兩層的建築物，配合整體環境與舊建築結合，除新增攤販檔位亦優化街市內設施，以改善營商環境及方便市民購物。其與舊建築相通，外觀設計與現有環境相互融合，同時可增加約十個攤販檔位。工程亦將優化街市內的各項設施，增設升降機、優化現有步行系統及引導設施，創造無障礙環境；改善及增設殘疾人士專用廁所，方便有需要人士使用；亦會增設空氣調節系統，改善過去炎夏時較悶熱的情況。同時，亦會翻新外牆及現有街市內部油漆、優化消防系統以及建築物防水層等，整體優化街市的設施及環境。
2018年3月中旬，街市擴建工程仍未動工，民署管委會主席戴祖義表示由於工程計劃因工務部門要求補充資料而有所延後，需聽取其他部門意見中，若回覆順利，預計可在同年年底或2019年初動工。
2018年7月，民署管委會主席戴祖義稱，氹仔街市優化擴建工程計劃經多次修改，已於2018年5月獲工務局批准，預計第三季可進場施工。
2018年8月，「氹仔街市優化擴建工程」動工，當時計劃可在六個月後完工，但工期最終出現延誤。2019年4月初，市政署向離島社區服務諮詢委員會解釋，工程曾遇到一些樁基及地下水問題，現情況順利，爭取於2019年11月完工。
2020年8月中旬，氹仔街市擴建工程正式完工。
2022年10月20日，街市舊翼部分展開翻新及優化設施工程，期間街市維持正常開放，而位於地堡街的正門出入口將封閉，近街市正門之貨客升降機及室內樓梯亦將暫停使用。該工程是承接上階段街巿中庭擴建，是次工程主要翻新現有攤位及改善佈局外，同時擴闊公共廊路，優化街巿營銷環境及配套設施，更便利巿民購物。有關工程將由下而上、分層、分階段進行。原於舊翼地下及一樓營業的攤位，部份於工程期間休業，其餘則按施工階段安排暫遷往臨時攤位繼續經營，直至工程完成。
2023年12月，氹仔街市舊翼設施翻新工程完成。市政署另計劃於2024年5月中起對街市外圍廣場（消防局前地）分兩階段進行美化工程，工程造價為540多萬元，工期為135個工作天；計劃以重鋪廣場地台飾面，建造不鏽鋼線型明渠，新建樹圈及花槽，提升廣場整體景觀。

### 啟動活化
2025年3月，市政署宣佈啟動氹仔街市活化計劃，注入「美食+文創」元素，推出二十個輕食及文創類攤位公開競投。現有小販攤位數目將由66個減至52個，原因是部份攤位面積擴大及一樓增設四個用餐區，優化後的氹仔街市地面層售賣鮮活食品及傳統百貨，有二十八個攤位；一樓有23個攤位包括19個輕食及文創類攤位，另於天台增設咖啡茶座。外部建築立面將作美化，包括增設大型招牌及屏幕，整項活化工程擬於2025年第四季竣工及進場。
2025年4月9日至5月23日，街市活化計劃啟動公開競投程序，將提供19個輕食文創及1個咖啡茶座攤位，輕食或文創類攤位設於一樓，咖啡茶座攤位設於二樓天台；攤位將按區域及尺寸分成3個組別，一樓攤位按尺寸大細分為輕食或文創類I及輕食或文創類II兩個組別；評審委員會根據競投者的營運策略、經驗及資格、攤位每日經營時間、貨品種類的多元性、支付工具的便利性等標準進行評審，合同期限為期3年，爭取於該年第四季進場、開業試營運。
2025年8月18日，20個輕食文創及咖啡茶座攤位之公開競投，經評審已甄選出排序名單。

## 建築結構
嘉模墟作為原氹仔市政街市舊址，以現存四坡頂亭式建築為中心，兩邊配單坡頂敞廊式建築，另外兩訪設矮圍牆和入口，可同時容納18個攤檔。建築雖為西式，但屋頂採用典型的中型廣府建築瓦作，柱子模仿古典造型。
現街市建築於1982年建成，初期為一座綠色的兩層高建築物，呈U字形，中間是一片“天井”。地下售賣凍肉、鮮魚、雞鴨，二樓售賣鮮肉、瓜菜、雜貨。2018年展開翻新和擴建工程後，中庭部分已改建為攤檔及增設無障礙設施。
預計2025年第四季完成活化後，街市原有66個攤位在整治後減至52個，地面層主要集中售賣鮮活食品及傳統百貨；一樓將改為設置19個輕食及文創類攤位，增設用餐區及在二樓天台處增設一個咖啡茶座及攤位；街市建築立面增設大型招牌及電子顯示屏幕。

## 使用狀況
隨著澳門半島至氹仔島交通非常便利，加上越來越多年輕一代習慣到大型超市或透過手機外賣應用程式，能夠選購日常生活所需的用品和食品：隨著氹仔市中心區內大型超市均販售新鮮食品，年長居民均寧願到屋苑附近的各大超市購買餸菜。使用量少其中一個原因就是地點離氹仔中央公園、花城公園、海洋花園或湖畔大廈一帶的居民區較遠，因為按照一般的認知，公眾街市一般會設於一個居民較多聚集的區域，這樣才能吸引和方便當區的居民前往購物。再加上官也街已成為旅遊區加上路途遙遠和沿途缺乏遮蔭的設施，導致眾多氹仔中心區一帶居民大多到屋苑附近的大型超級市場購物。
自2018年重建以來，氹仔街市人流稀少，商戶和攤檔小販普遍反映生意冷清，對比起平日人流密集，熱鬧的官也街，街市內外形成強烈的反差。有市政咨詢委員會委員建議將街市部分區域劃為熟食區，吸引居民和旅客消費。有商戶反映近兩、三年來，生意額日益減少，降幅近三分之二。同時建議規劃街市走本地特色旅遊街市路線，包裝和講好街市歷史文化故事等。
2021年5月，離島社區咨詢委員會副召集人吳超偉冀當局完善氹仔街市營商環境，注入新元素，並配合鄰近的空地，發展成具有特色市場，以助原來或新進場的攤戶。他表示街市雖然進行翻新擴建，面積、攤位及設施雖然大大改善，但檔主表示大部分時間都是“拍烏蠅”，生意慘淡。而當時街市的二樓有部分地方暫未有規劃，經與其他攤販了解，他們希望可以引入食肆，以美食吸引人流，從而有機會帶動營業額。
2024年2月，在離島社咨委會議上，氹仔街市二期整治工程於2023年12月全面完工，着重優化經營環境，包括清晰分割公共空間和售賣攤位界線，優化渠道和排水等，並將豬肉、魚、凍肉和冰鮮等攤位遷至地面層營運。但整治後，街市至今生意和人流未見回升太多，市政署稱目前仍有預留部分攤檔空間，將因應社會需求及旅遊發展等適時開展競投等，希望除了居民，也引流旅客到街市和附近消費。
2024年4月，澳門立法會直選議員梁鴻細書面質詢提出，建議該街市參考新加坡牛車水，將其用途改變為旅遊設施：特色美食中心；再另覓合適地點興建具規模的市政街市。市政署回應指氹仔街市第二期舊翼翻新工程竣工後，將開展氹仔街市公共空間優化設計及裝潢計劃，優化街市內外公共空間，兼顧服務氹仔區居民日常採購鮮活食品及百貨的需要，以及氹仔街市位處遊客區之客觀情況，並將審視2023年10月競投工作的成效，並持續聽取社會意見，結合氹仔街市的地理位置及功能特色，引入切合該區需要的承租攤位，以促進該街市的發展。

## 內部連結
- 街市

## 鄰近地點
- 官也街
- 松樹尾社區中心
- 氹仔平民新邨

## 交通

### 公共巴士
T323 黑橋／地堡街（Ponte Negra / R. do Regedor）
路線：11、15、22、28A、30、33、34
T440 松樹尾總站（Chun Su Mei / Terminal）
路線：37

### 輕軌
█  氹仔線排角站（步行約8分鐘）